# Macrobiotus meridionalis
Macrobiotus meridionalis är en djurart som tillhör fylumet trögkrypare, och som beskrevs av Ferdinand Richters 1909. Macrobiotus meridionalis ingår i släktet Macrobiotus och familjen Macrobiotidae. Inga underarter finns listade i Catalogue of Life.